# Cacoxenus odontophorus
Cacoxenus odontophorus är en tvåvingeart som beskrevs av Tsacas och Chassagnard 1999. Cacoxenus odontophorus ingår i släktet Cacoxenus och familjen daggflugor. Inga underarter finns listade i Catalogue of Life.